# Systématique évolutionniste
Pour les articles homonymes, voir Évolutionnisme.
Ne doit pas être confondu avec Transformisme (biologie).

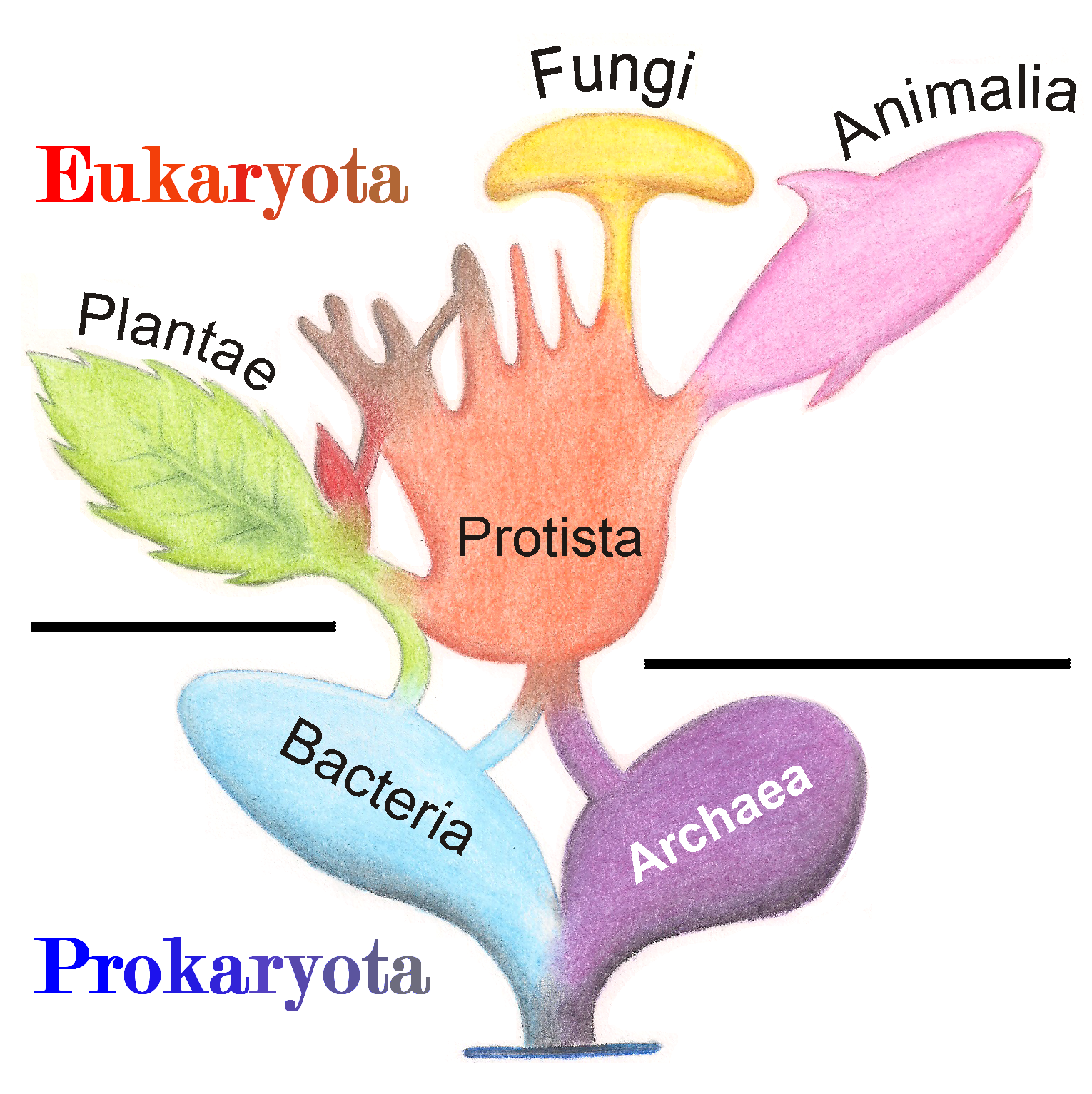
Arbre à « bulles », ici stylisé, typique de la systématique évolutionniste.

La systématique évolutionniste, ou simplement évolutionnisme,, appelée aussi systématique évolutive,, éclectique, ou synthétiste, est une école de systématique, et plus particulièrement de taxonomie (désignée dans ce cas par taxinomie ou taxonomie évolutive,,), qui a pour finalité d'établir une classification phylogénétique tenant compte à la fois de la généalogie des espèces et de leurs distances phénotypiques (notamment leurs différents plans d'organisation).
L'évolutionnisme est représenté par un arbre phylogénétique, ou phylogramme.
En biologie, le terme « évolutionnisme » est également utilisé pour désigner l'ensemble des théories de l'évolution (darwinisme, mutationnisme, néodarwinisme, neutralisme…) expliquant la transformation des espèces au cours des âges.
Il ne faut pas confondre ces deux usages, même si la distinction ne se révèle pas simple dans la mesure où, dans l'arbre des idées de la pensée « évolutionniste », figurent des savants qui sont à la fois systématiciens et théoriciens de l'évolution.

## La classification évolutionniste

### Différences avec le cladisme
L'évolutionnisme, contrairement au cladisme, ne voit aucun inconvénient à l'utilisation de taxons paraphylétiques dans l'établissement de la classification. Ainsi la taxonomie évolutionniste fait une distinction claire entre taxon, clade et grade, termes qui renvoient à trois concepts différents mais non exclusifs. Dans la pratique évolutionniste, la distinction entre groupe ancestral et groupe dérivé est également essentielle.
La classification phylogénétique élaborée par les systématiciens évolutionnistes est souvent appelée classification « darwinienne », ou « gradiste ».
Lamarck et Haeckel sont les figures notables du courant gradiste,.
Lamarck est considéré comme le premier systématicien « éclectique ».
Les dendrogrammes produits pour représenter graphiquement une classification évolutionniste sont dits « darwiniens » ou « haeckeliens ».

### Différences avec le phénéticisme
La systématique phénéticiste ne s'occupe pas du lien de la classification avec l'évolution. Tous les caractères (continus ou discontinus) anatomiques, morphologiques, biochimiques, etc. ont la même importance et le phénéticiste ne s'intéresse pas à leur ancienneté. À partir du nombre de caractères copartagés par deux ou plusieurs taxons, il compare la dissimilitude des organismes (parfois appréhendée de manière statistique), calcule des indices de dissimilarité et produit des arbres appelés phénogrammes.

### Controverses de terminologie
Cladisme et évolutionnisme s'affrontent sur le sens exact à donner à des termes aussi importants que phylogénie ou monophylie,,. Hors contexte, ces mots sont donc ambigus.

## Aspects philosophiques
Le cladisme a été fortement influencé par le courant structuraliste et par l'épistémologie de Karl Popper, cela en fait donc une école de pensée à la fois nominaliste et métaphysique. De plus, elle semble osciller entre un matérialisme naïf (process cladism) et un idéalisme affirmé (pattern cladism).
Au contraire, l'évolutionnisme est ancré dans le matérialisme et le réalisme scientifique. On peut distinguer assez clairement ses balbutiements métaphysiques au cours du XXe siècle de son développement moderne qui prend une tournure plutôt dialectique,.

## Représentants
L'école de systématique évolutionniste compte de nombreux biologistes célèbres.
Évolutionnistes du XIXe siècle (décédés avant 1900) :
- Jean-Baptiste de Lamarck (1744-1829)
- Charles Darwin (1809-1882)[a]
- Thomas Henry Huxley (1825-1895)

Évolutionnistes du XXe siècle (décédés entre 1900 et 2000) :
- Charles Edwin Bessey (1845-1915)
- Ernst Haeckel (1834-1919)
- Edwin Ray Lankester (1847-1929)
- Herbert Copeland (1902-1968)
- Alfred Sherwood Romer (1894-1973)
- Julian Huxley (1887-1975)
- Theodosius Dobjansky (1900-1975)
- Robert Harding Whittaker (1920-1980)
- George Gaylord Simpson (1902-1984)
- Rolf Martin Theodor Dahlgren (1932-1987)
- Peter D. Ashlock (1929-1989)
- Bernhard Rensch (1900-1990)
- Arthur Cronquist (1919-1992)

Évolutionnistes du XXIe siècle (vivants en l'an 2000) :
- George Ledyard Stebbins (1906-2000)
- Ernst Mayr (1904-2005)
- Verne Edwin Grant (1917-2007)
- Armen Takhtajan (1910-2009)
- Gertrud Dahlgren (1931-2009)
- Lynn Margulis (1938-2011)
- Walter J. Bock
- Peter Dodson
- Michael Benton
- Thomas Cavalier-Smith
- Richard Henry Zander
- Tod Falor Stuessy